# Тудорешти
Тудоре́шти (рум. Tudorești) — село в Кагульському районі Молдови, відноситься до комуни Тартаул-де-Салчіє.
Село розташоване на річці Мала Салча.